# Català que ara es parla
El català que ara es parla fou una tendència sorgida durant el segle xix que defensava un model per crear unes normes lingüístiques basat en la llengua del poble, en contraposició del català acadèmic.

## Català que ara es parla
Durant la Renaixença catalana al segle xix es va ser conscient de la poca unitat que presentava la llengua catalana i de la necessitat de crear unes normes ortogràfiques. S'havia de buscar un model de llengua únic i útil per difondre-la. Van sorgir dues tendències lingüístiques contràries:
1. El català acadèmic
2. El català que ara es parla

El català acadèmic volia allunyar-se de la llengua castellanitzada i pobra del moment i els seus defensors buscaven solucions arcaïtzants, basades en la llengua de segles passats (alguns volien seguir el model de la llengua dels segles d'or de la literatura catalana, els s. xiv i xv).
Els defensors del català que ara es parla consideraven que s'havia de prendre com a model la llengua del poble, habitual, encara que presentés interferències lèxiques del castellà. Així, per exemple, creien que l'ortografia s'havia de basar en la pronúncia, i, per tant, s'havien d'eliminar les lletres mudes, l'apòstrof...
Un dels principals defensors d'aquesta tendència fou l'autor teatral Frederic Soler (Serafí Pitarra).